# Housesteads fort

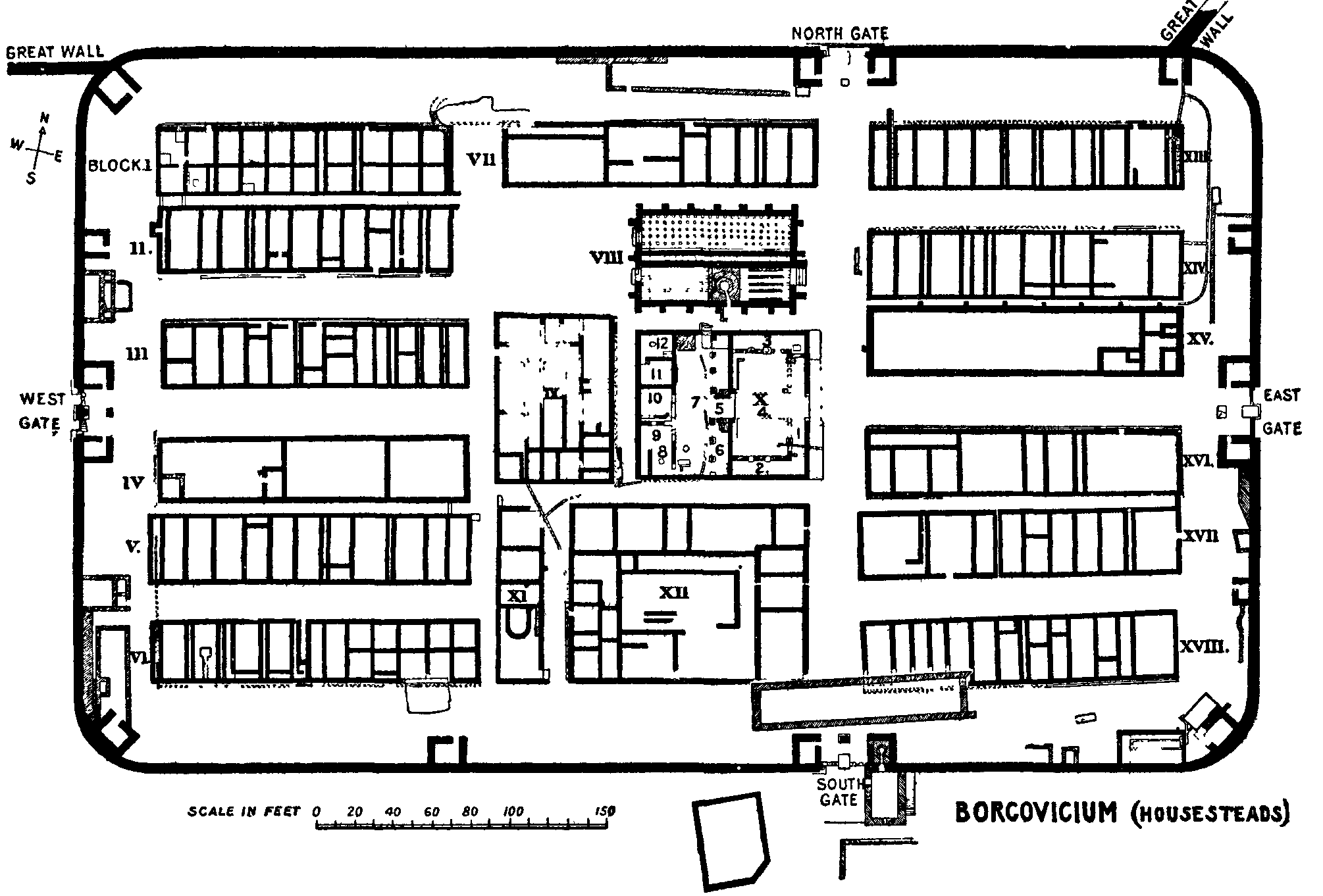
Plan över fortet

Housesteads fort (Vercovicium) är en del av den romerka gränsförsvarsanläggningen Hadrianus mur, som i sin tur ingår i världsarvet Romarrikets yttre gränser. Fortet ligger i Northumerland i Storbritannien.  Närmaste större samhälle är Haltwhistle, 9,3 km sydväst om fortet.
Fortets mur  var ursprungligen 4,2 meter hög och stöddes av en jordvall. Under 300-talet stärktes anläggningen med ett antal torn och sedan delar stenmuren kollapsat ersattes dessa med en jordvall och timmerpalissad mot slutet av 300-talet.

## Innanför fortets mur
Det rektangulära fortet hade fyra portar, en i varje väderstreck och under slutet av den romerska perioden blockerades den norra och västra porten. Den västra porten är en av de bäst bevarade portarna längst Hadrianus mur.
Innanför muren låg huvudbyggnaden (principia), befälhavarens hus (praetorium), och spannmålsmagasin (horrea) centralt. Där finns också en stor gårdsbyggnad som sannolikt var ett sjukhus (valetudinarium). Dessutom fanns minst 10 kasernkvarter och i nordöstra delen av områden syns två av dessa karsernkvarter. I sydvästra hörnet av fortet fanns latriner, som fortfarande är mycket välbevarade. Många byggnader förändrades under romartiden och under 300-talet hade sjukhuset och det mesta av spannmålsmagasinern blivit bostäder.

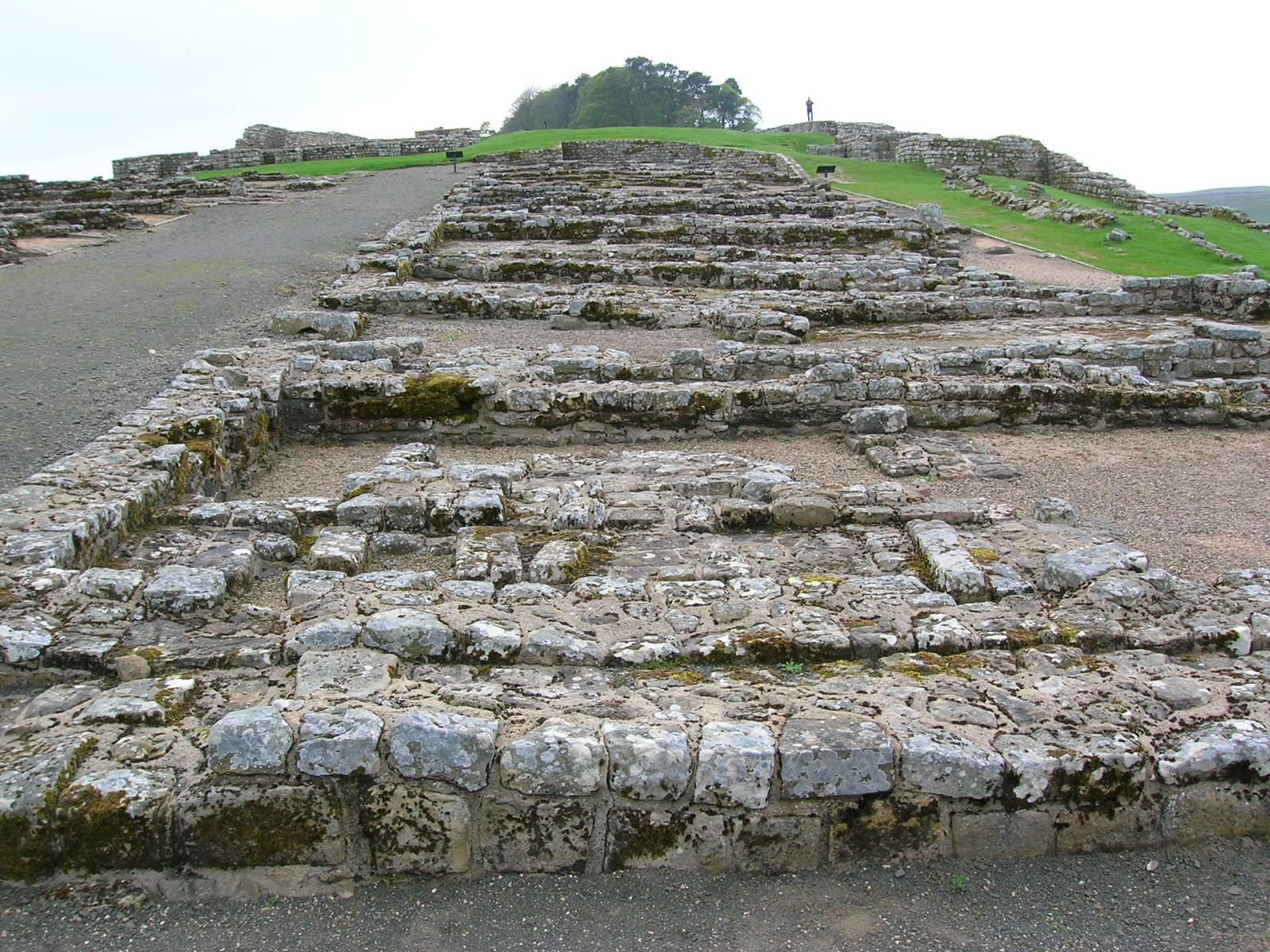
Kaserner
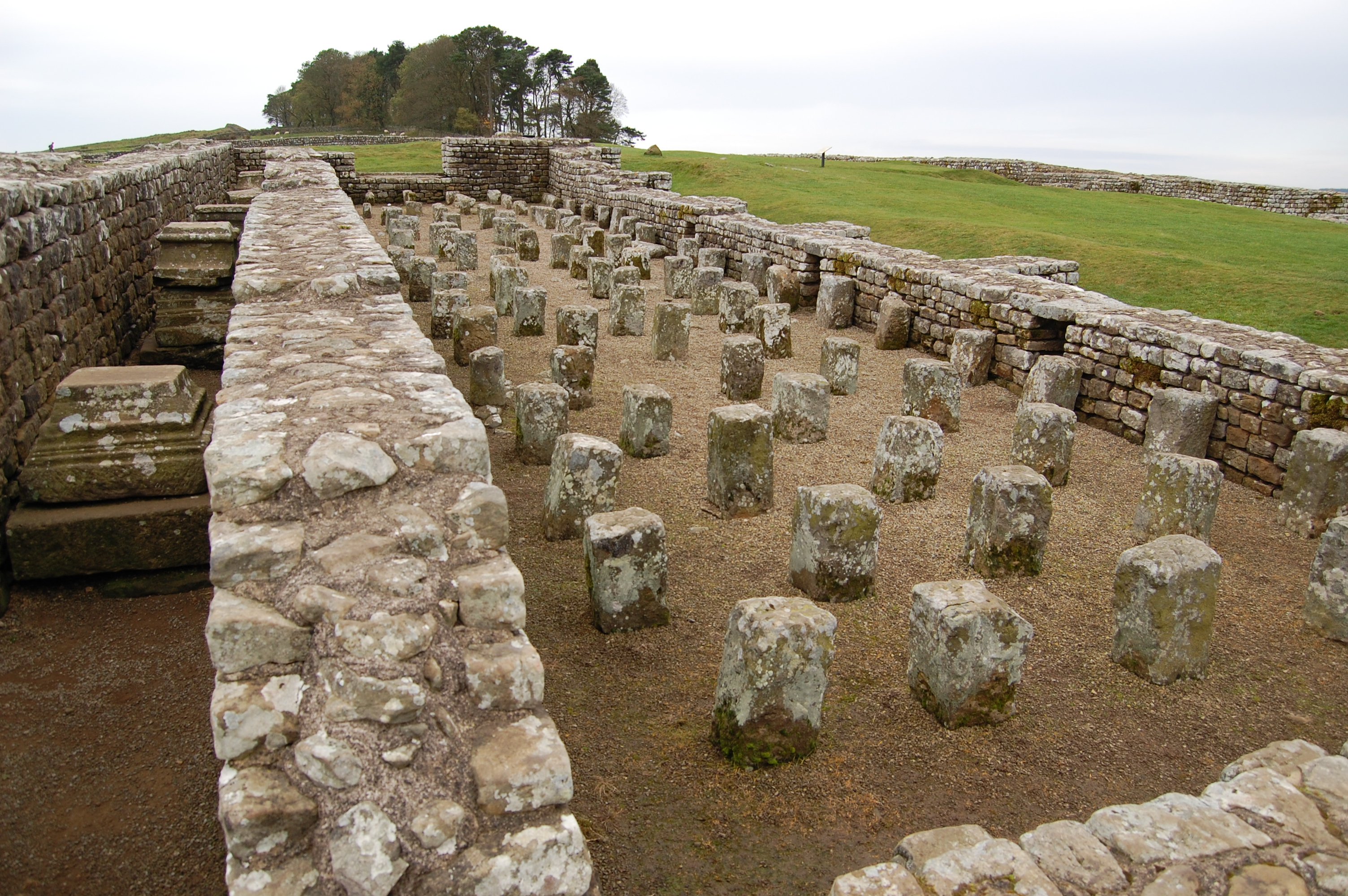
Spannmålsmagasin
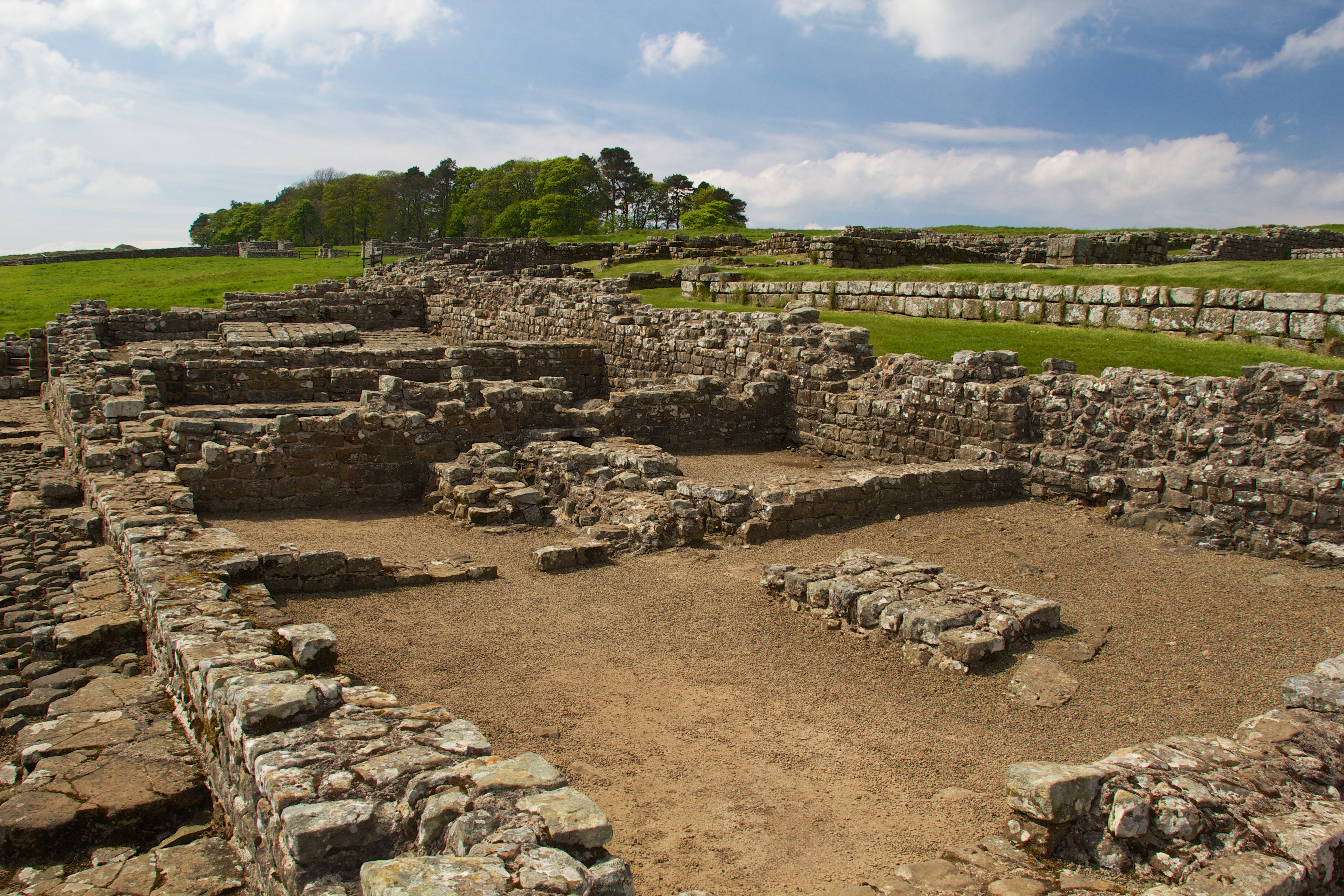
Befälhavarens hus
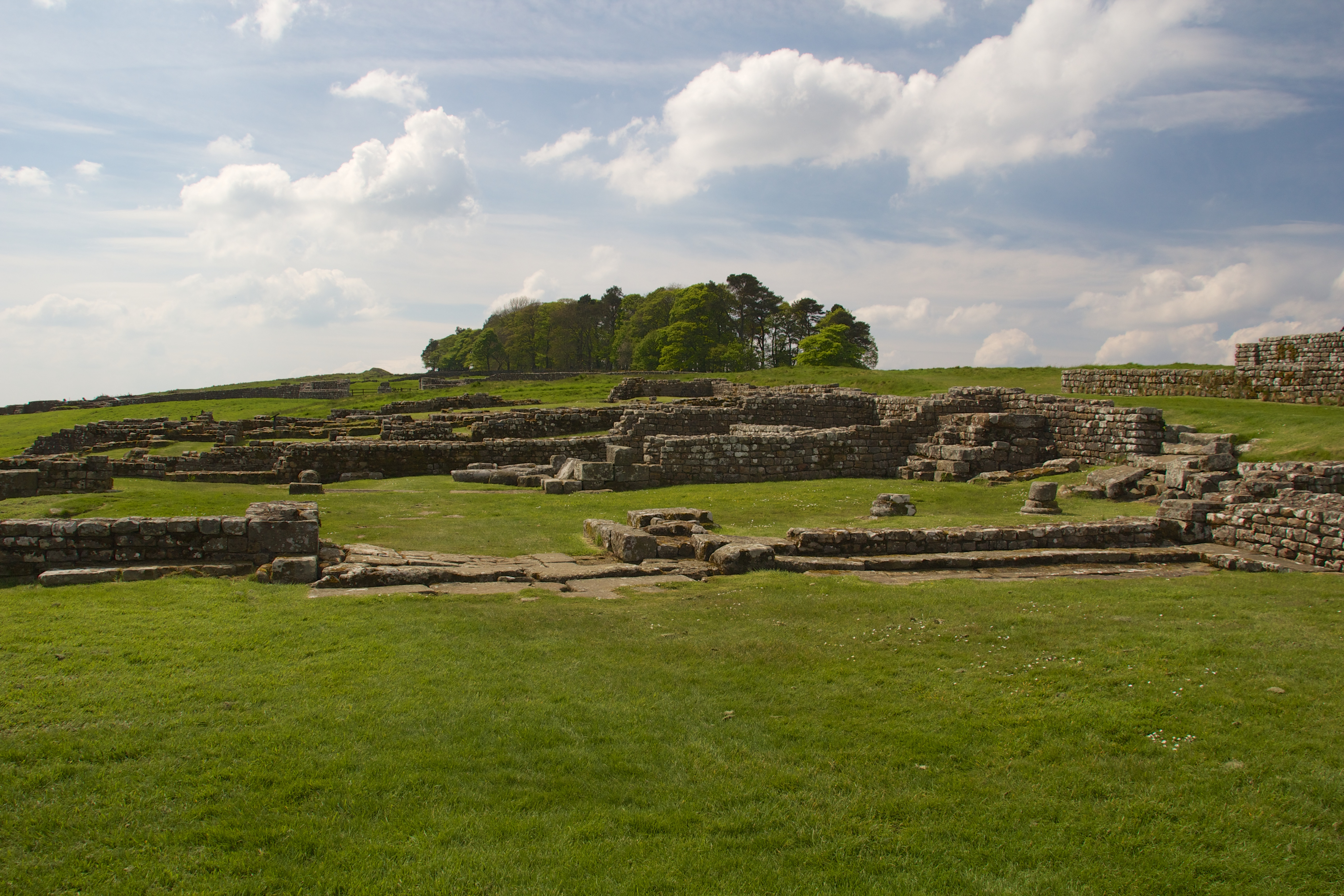
Huvudbyggnaden
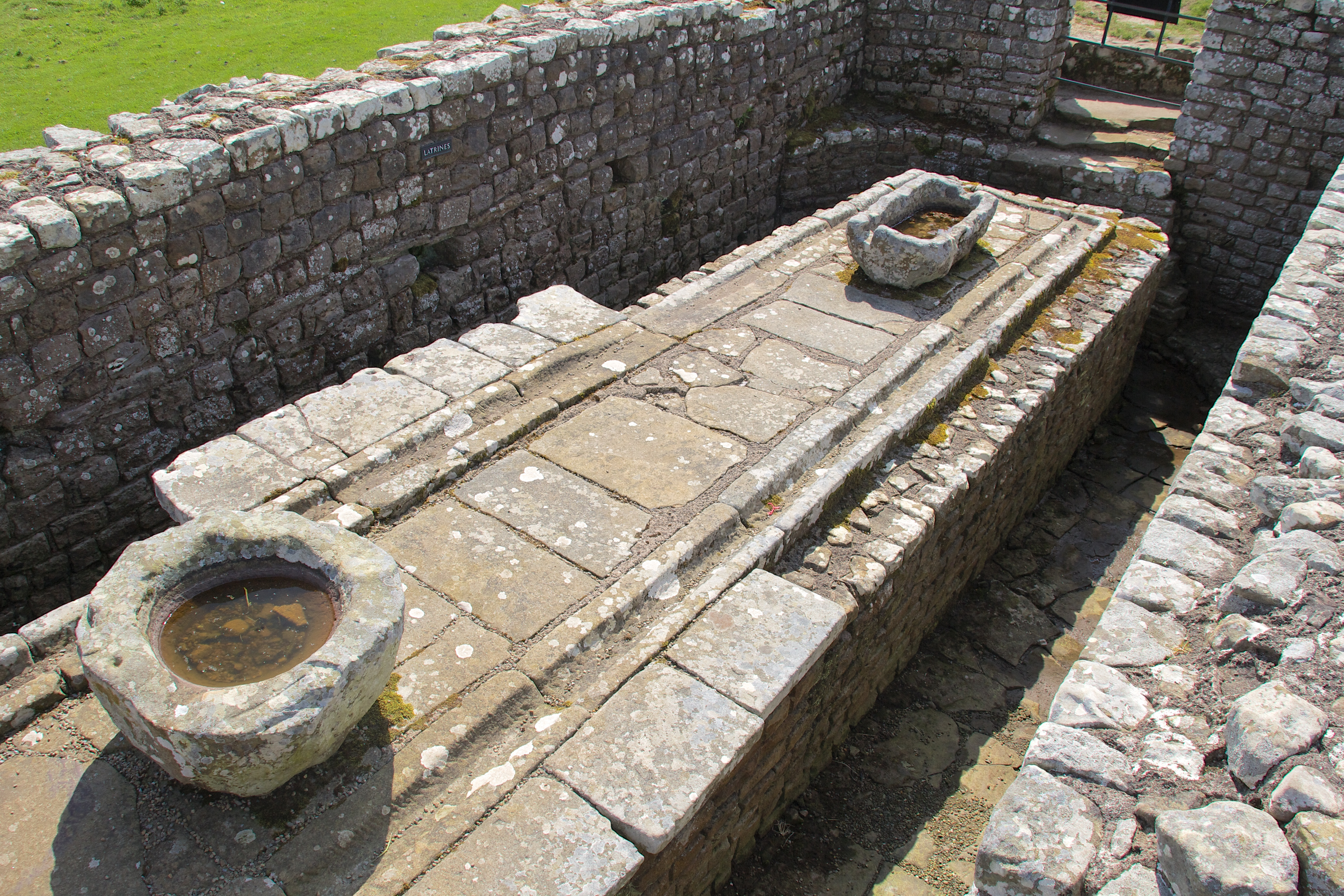
Latrin
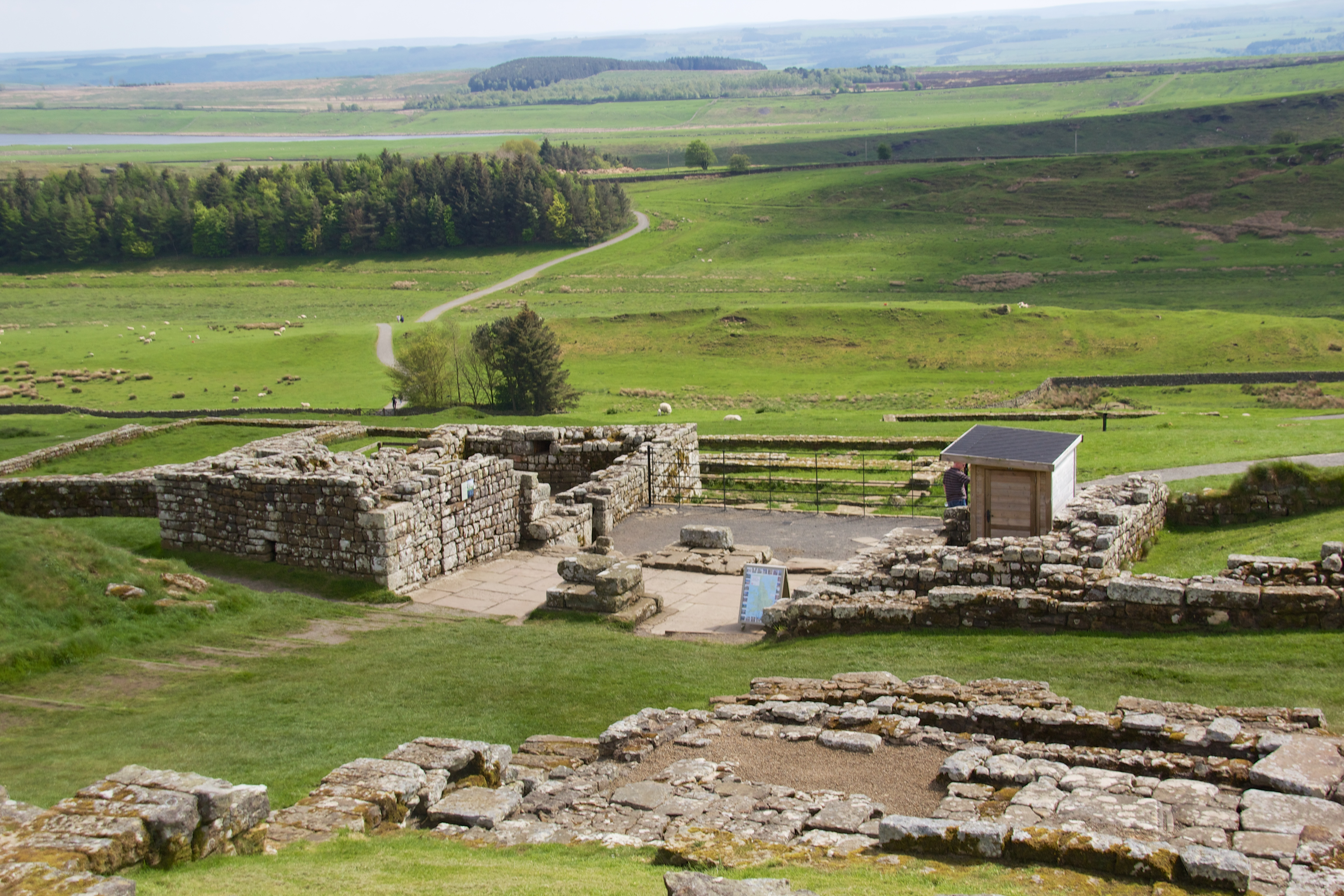
Södra porten, sedd från norr

## Utanför fortets mur
Utanför muren fanns ett civilt samhälle (vicus) som bredde ut sig i en båge söder om fortet. Där finns också reser av tempel och andra byggnader bland annat ett tempel helgat åt Mithras.
Vid den södra porten finns rester av en senmedeltida bondgårds försvarsanläggning, som är en kvarleva från den laglösa tiden nära den skotska gränden.

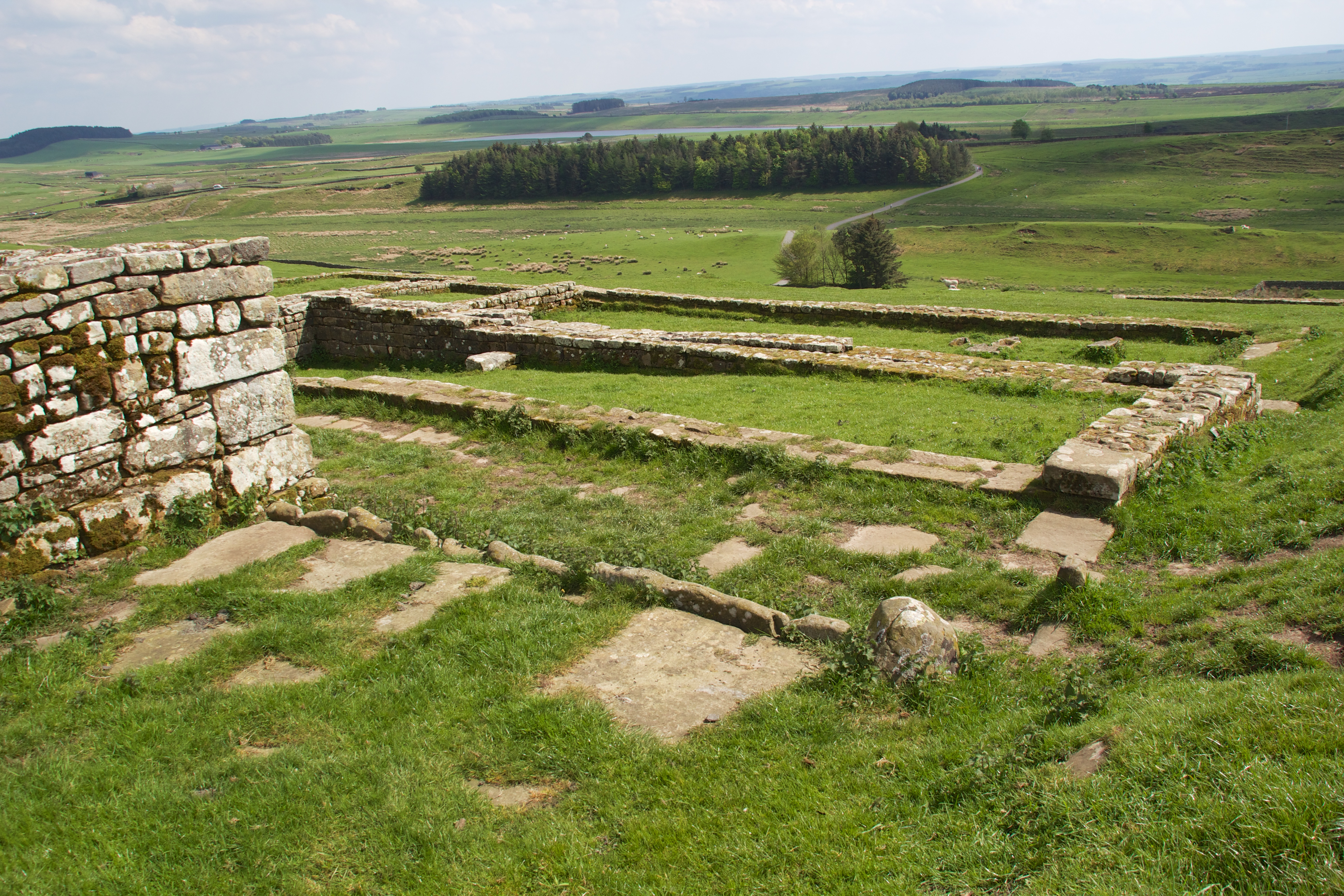
Vicus
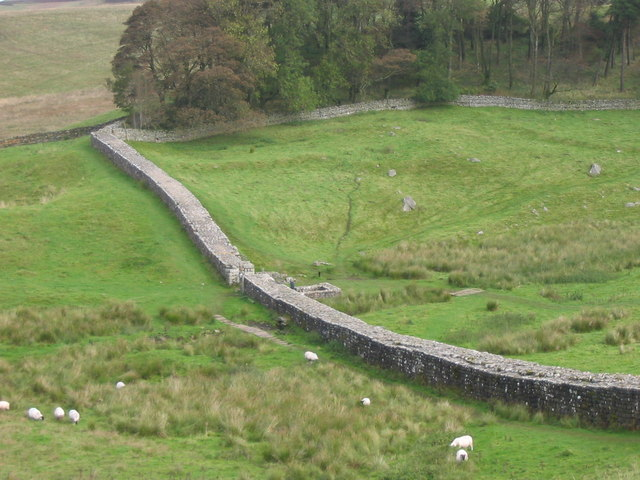
Muren österut

## Utgrävningar
Housesteads var ett av de fyra fort som John Clayton grävde ut under 1800-talet. Utgrävningar har sedan genomförts på 1930-talet (då National Trust tog över egendomen) och under slutet av 1900-talet.

## Klimat
Kustklimat råder i trakten. Årsmedeltemperaturen i trakten är 6 °C. Den varmaste månaden är juli, då medeltemperaturen är 14 °C, och den kallaste är februari, med 1 °C.